# Traks
Pour les articles homonymes, voir Tracks et Track.
Traks est un groupe italien d'Italo disco, actif entre 1982 et 1985.

## Histoire
Durant son existence, Traks se compose de Aax Donnell (Aurelio Donninelli, né à Ancône en 1953) au chant, Paul Micioni (Paolo Micioni, né à Foligno en 1956) à la guitare électrique, Peter Micioni (Pietro Micioni, né à Rome en 1963) à la guitare basse et Marian Savati (Mariano Salvati, né à Cerchio, L'Aquila en 1957) à la batterie.
Le groupe est né d'une idée née de l'esprit de ses membres, qui travaillaient tous comme DJ depuis la seconde moitié des années 1970. Lors d'un road trip, les quatre amis décident de monter une nouvelle version d'une chanson des Doobie Brothers qu'ils jouent souvent en soirée. C'est ainsi qu'au cours de l'hiver 1981, dans un studio d'enregistrement à Balduina, près de Rome, la reprise de Long Train Runnin' voit le jour,.
Long Train Runnin' devient rapidement une référence importante pour l'Italo disco naissante. Quelques exemplaires du disque en question sont envoyées à des discographes présents au Midem de Cannes en février 1982, à l'époque le principal marché international pour la communauté musicale mondiale et une vitrine importante pour les nouveaux produits. Le label français Savoir Faire Records est le premier à réaliser le potentiel de ce nouveau disque, qu'il distribue ensuite sous licence dans le monde entier. Un mois plus tard, l'album Long Train Runnin' (1982) sort en Italie sur vinyle 12 pouces chez Best Record, une société nouvellement créée par le DJ Claudio Casalini, et connait un succès retentissant. Peu après, il sort également en France chez Disques Carrère, puis chez PolyGram (Allemagne ; 18e place des charts), Blanco y Negro (Espagne), RCA (Japon).
Après la fin de l'aventure avec les Traks, à l'automne 1985, Aax Donnell avec Eric Malone (batteur du groupe Via Verdi) enregistre le vinyle Golden Cage b/w Just for Two Times avec un succès flatteur. Le chanteur des Traks travaille ensuite comme producteur et chanteur, se produisant en solo en Europe, proposant les meilleures chansons de son répertoire et de celui des Traks. Marian Savati poursuit également sa carrière de musicien et de producteur. Les frères Paul et Peter Micioni, quant à eux, continuent à produire des disques à succès avec de nombreux artistes : Gazebo, Gary Low, Mike Francis, Amii Stewart et Marina Rei, Neri per Caso, Tiromancino, Niccolò Fabi, Banco del Mutuo Soccorso.

## Discographie

### Albums studio
- 1982 : Long Train Runnin' (Mercury Records)
- 1983 : Get Ready (Polydor, Allemagne / Disques Carrère, France)

### Singles
- 1982 : Long Train Runnin' (18e place des charts allemands[3]) b/w Drums Power (Best Record, Polydor, Disques Carrère, Savoir Faire)
- 1983 : Get Ready b/w Get Ready (Instrumental Remixed) (Best Record, Cat Records, Italie)
- 1983 : Get Ready b/w 5A (Disques Carrère, Savoir Faire, France / Savoir Faire, Scandinavie)
- 1983 : Long Train Running '83 b/w Skyjammer - Movin' Violation - 12" RCA, Japan
- 1985 : Get Ready '85 b/w 5A -(7" Savoir Faire, Japon)
- 1985 : You Can Feel It b/w You Can Feel It (Version Cabriolet) (Best International Record, Italie)
- 1985 : You Can Feel It b/w You Can Feel It (Instrumental Version) (Beverly Records, France) (Blanco y Negro, Espagne), (Transistor, Afrique du Sud)